# 592 aC
L'any 592 aC és un any del calendari romà. Durant l'Imperi Romà era conegut com a any 162 ab urbe condita. Es denomina any 592 aC des de principis de l'edat mitjana, quan s'estableix el calendari Anno Domini.

## Esdeveniments

### Europa

#### Món hel·lènic
- 47ens Jocs Olímpics de l'antiguitat. Alcmeó és proclamat campió a Atenes.[1] A Esparta el campió de lluita és Hetoimokles.[2]

### Àfrica

#### Antic Egipte
- Un exèrcit egipci ataca Napata, a Núbia i obliga que la cort kushita es traslladi a Mèroe, ciutat propera a la sisena catarata del riu Nil.[3]

### Àsia

#### Antiga Xina

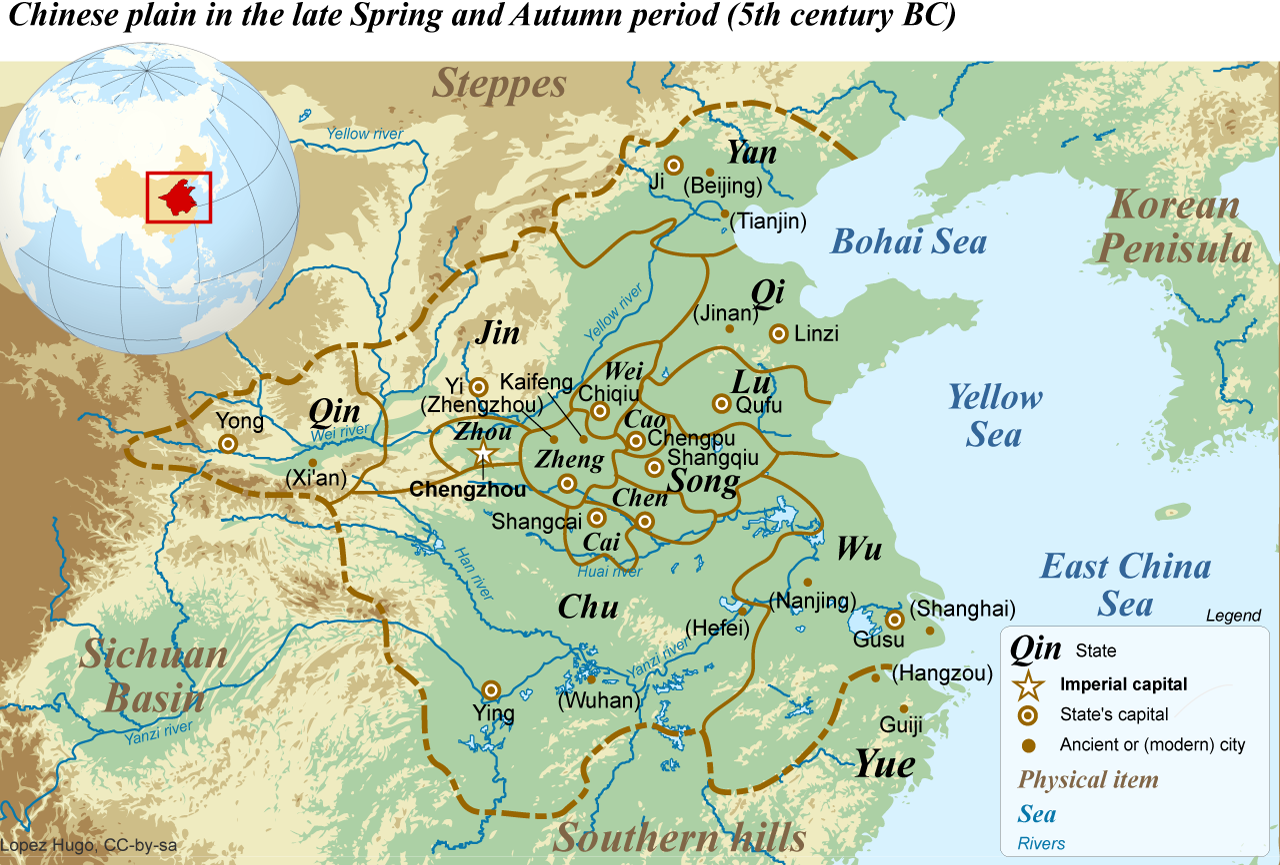
L'Antiga Xina del segle V a.C.

- 1ª lluna, dia de Ding-wei. Gu (Jing-hou), fill de Tsai Wen-hou suceeix el seu pare.[4]
- 6ª lluna, dia de Gui-mao. Eclipsi solar a la Xina.[5]
- Jing Gong convoca un congrés de prínceps al que acudeixen només Wei, Cao i Zou. En alguna font es diu que també hi participa el príncep de Lu.[6] Chunqiu afirma que el dia de Ji-wei de la sisena lluna els prínceps Jin, Wei, Zou, Cao i Lu acorden el Tractat de Duan Dao.[7]
- L'ambaixador de Jin, Qi Ke, viatja a Qi amb una invitació al congrés. Però la dona del príncep qi s'enriu d'ell degut a la seva coixesa i retorna a la seva terra amb ràbia.[8]
- Qi Ke exigeix que el príncep de Jin comenci una guerra contra Qi, però aquest s'hi nega quan sap que ho ha demanat per un rencor personal. Quan els ambaixadors Qi arriben a Jin, Qi Ke els captura a Henei i els mata.[9]
- Segons Zuo Zhuan, Fan Wuzi dimiteix i Qi Ke comença a governar Jin.[10]